# ゴールデンキャンドル
ゴールデンキャンドル、キャンドルブッシュ とは、インドネシア、インドなどの熱帯アジアの湿地帯に自生するマメ科の植物で学名を Senna alata (L.) Roxb.（シノニム: カッシア・アラタ Cassia alata L.）という。和名はハネセンナおよびハネミセンナ。英語名は golden-candle senna〈黄金のロウソクのセンナ〉、candle bush〈ロウソクの低木〉、seven-golden-candlesticks〈7本の黄金のロウソク〉、 ringworm shrub〈たむしの低木〉など様々なものが存在する。中国名は対葉豆（タイヨウトウ）。ビルマ語では မဲဇလီကြီး メーザリー・ジー〈大タガヤサン〉あるいは သင်္ဘောမဲဇလီ ティンボー・メーザリー〈舶来のタガヤサン〉などと呼ぶ。 
食薬区分では「非医薬品」に該当する植物で多くのデトックスティーの主成分として使用されている。
しかしゴールデンキャンドルに含まれる下剤成分センノシドの過剰摂取には注意が必要。
2014年1月23日。国民生活センターは、キャンドルブッシュ配合の市販製品（お茶）15品目を分析し、商品により異なるが、2杯から7杯など過剰に摂取すると、医薬品とほぼ同量のセンノシドを摂取する事になるとして注意を呼びかけた。
ただしこれは過剰摂取が問題であり、注意して1日の推奨摂取量（目安量）を飲むようにという注意喚起であったが、実際に検査した15銘柄中13銘柄には目安量の表記が無かった。
また過剰に摂取すると人によっては下痢や腹痛を起こすという注意表示をしている銘柄は無かった。
対して事業者は、「薬事法を考慮すると安易に表記できない」というジレンマがある。

## 形態
湿地を好む低木で高さは3メートルほど。葉は偶数の羽状複葉で生える。小葉は8-20対あり、長さ5-15センチメートルで円頭の長楕円形となる。花は黄色で穂状に着生する。莢は黒く長さ10-20センチメートルで4翼ある。その姿かたちから、クリスマスキャンドル（英: Christmas-candle）とも呼ばれる。

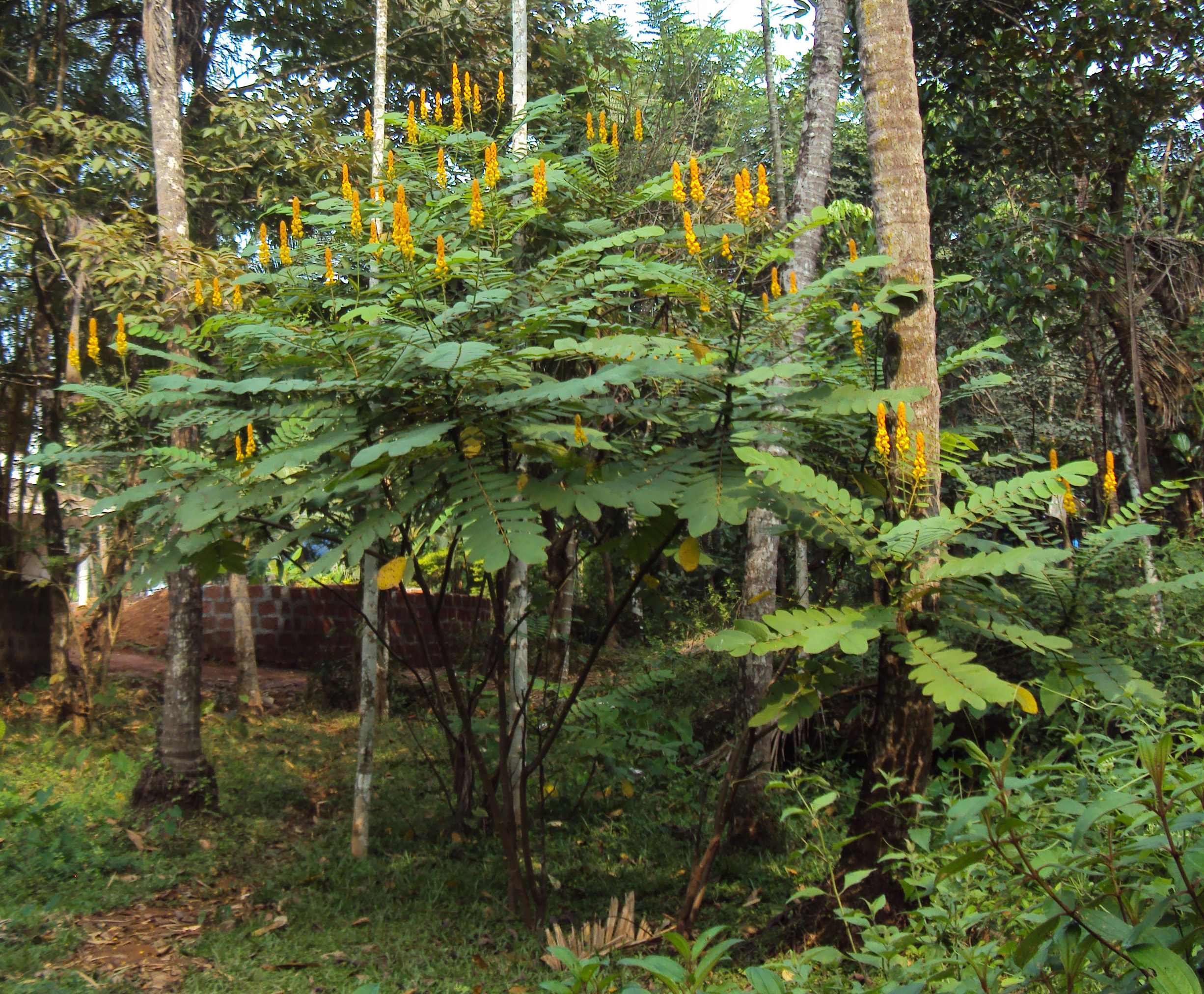
全体。
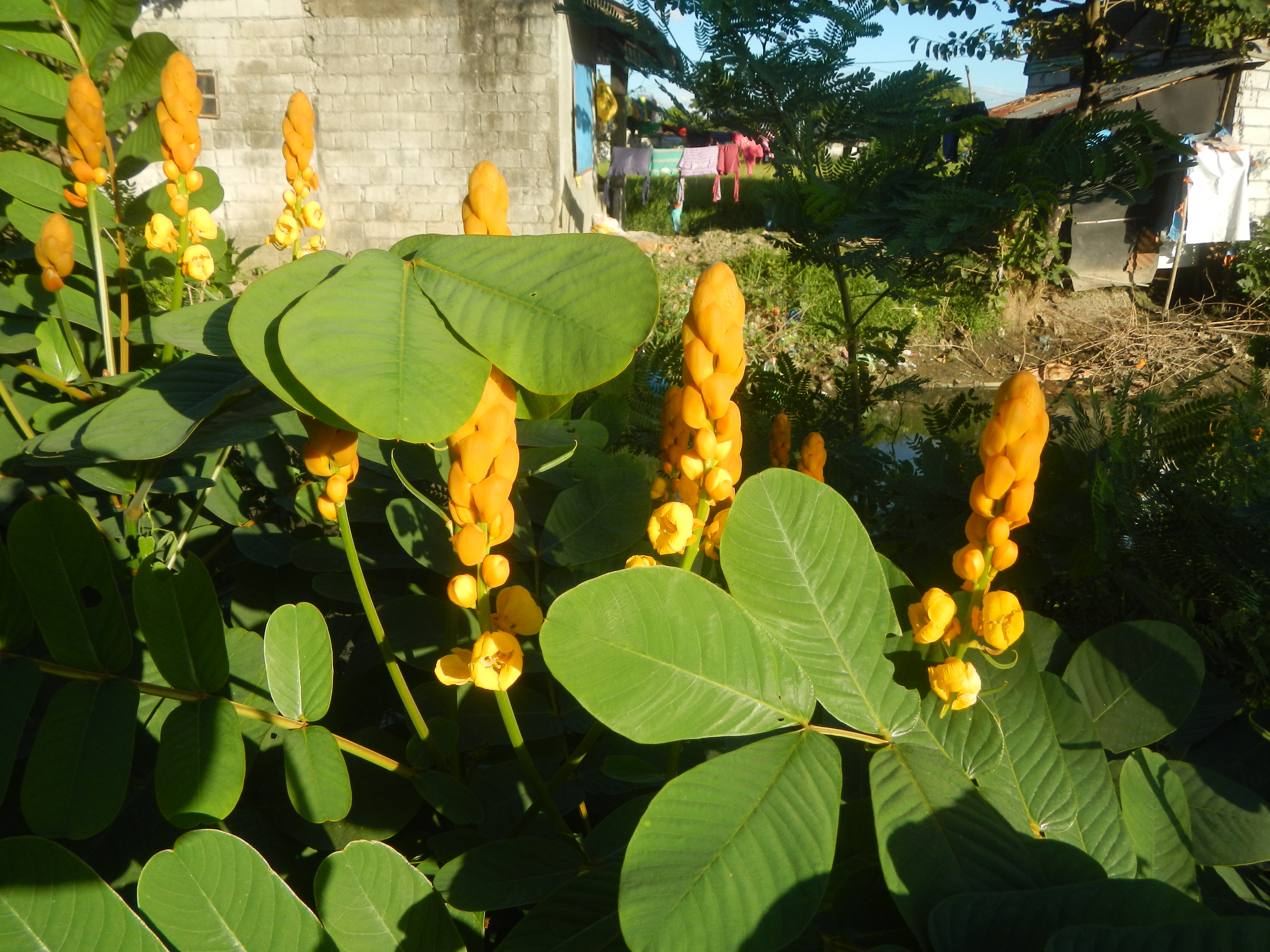
花期の様子。
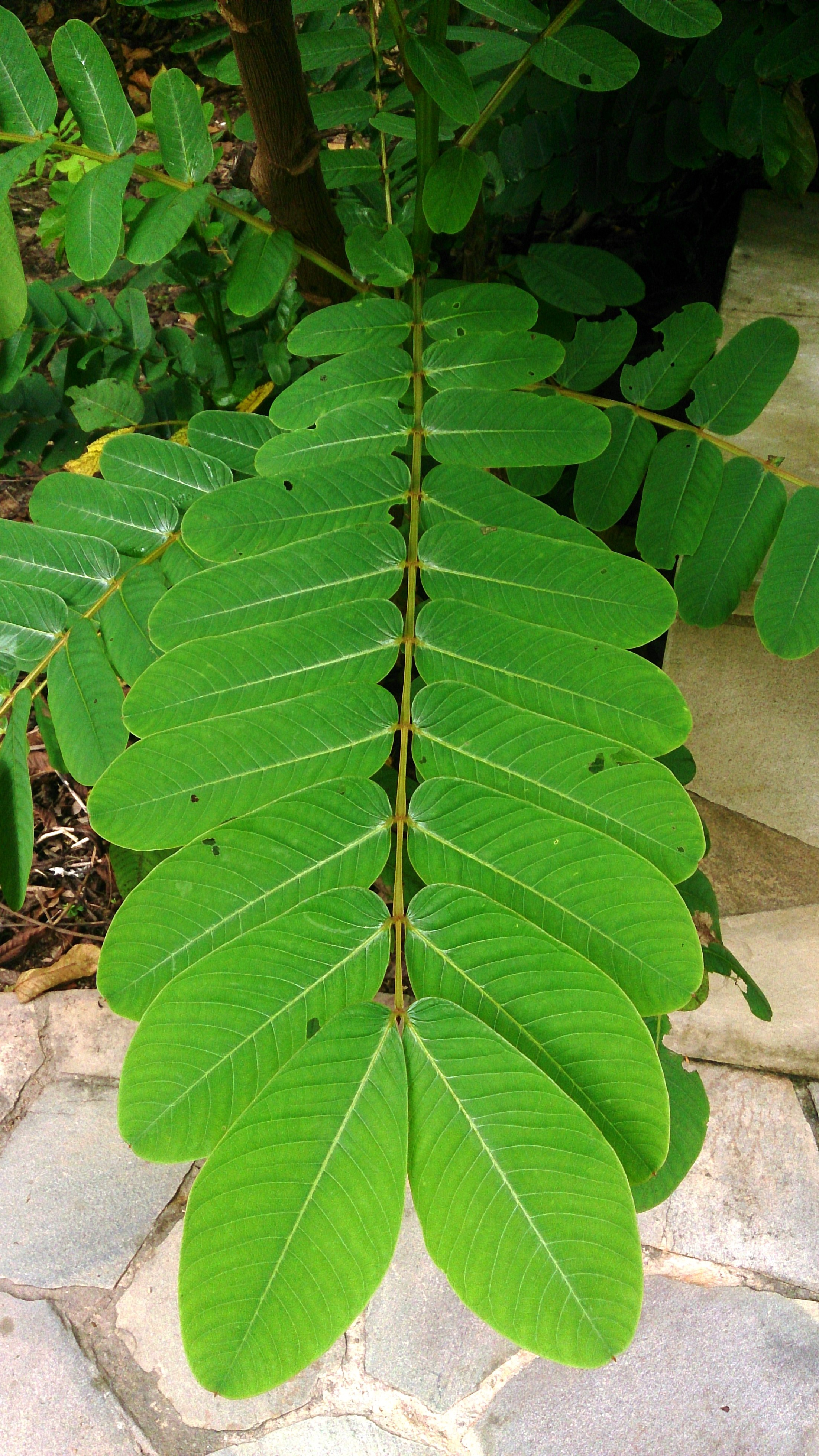
葉。長楕円形で円頭の小葉8-20対からなる偶数羽状複葉である。

## 分布
タイ、インドネシア、スマトラ、スリランカ、インド、南アメリカなどに広く分布する。とくにインドネシアはスマトラ島の湿地帯に多く自生している。しかし原産地はあくまでも熱帯アメリカであり、IUCNレッドリストに自生地として記載されているのはベネズエラ、コロンビア、ブラジルの3ヶ国のみである。生えている地域では薬用のほか、日光を遮る街路樹として利用されている。

## 生態
黄色く美しい花を咲かせる落葉低樹。古くは1300年ほど前からインドネシア王室の貴婦人達の間で、美容やダイエット、かゆみや虫さされ等の皮膚疾患等で利用されてきた生薬である。
インドネシア・アーユルベーダが盛んなバリ島などで美と若さと健康のために古代から民間療法として伝承されており、現在でも皮膚炎（急性・慢性）には葉をすりつぶし湿布として用いられている。また、葉を煎じて飲めば抗真菌、便秘改善に効果があるとされており、薬膳として食したりもされている。
漢方医・矢数道明は応召され、ブーゲンビル島南端ブイン地区の兵站病院に勤務していた時、ケ号作戦やセ号作戦により引き揚げてきた患者のほとんどすべて罹っていた頑癬が、「カシアアラタ」の葉を少量の塩とともに揉み、その汁を塗擦することできれいに治ってしまうことを軍医部に報告、全軍各隊がこれを栽培し、やがて頑癬で苦しむものが全くなくなったと記している。

## 主な成分
ビタミン、ミネラル、リン、鉄、カルシウム、マグネシウム、カリウム、亜鉛、セレン、フラボノイド等
生薬として作用があるとされているもの
- フラボノイド（いわゆるポリフェノール）の抗菌・抗酸化作用
- アントラキノンの下剤、抗菌作用
- クリソフェノールの峻下剤作用
- スーパーオキシドディスムターゼ（SOD)による活性酸素除去

（活性酸素を除去する作用から得られるものは枚挙にいとまがない）
- センノシドによる下剤作用

キャンドルブッシュは便秘茶などによく配合されており、その効果は「自然なお通じを促す」）